# Lagtingsvalet på Åland 2011
Lagtingsvalet på Åland 2011 ägde rum den 16 oktober 2011.  Valets största valmagnet blev socialdemokraternas partiledare Camilla Gunell som med sina 841 personliga röster fick flest röster någonsin i ett val till Ålands Lagting. I Ålands lagting förlorade Liberalerna på Åland positionen som största parti. Åländsk Center blev valets vinnare men hamnade i en ovanlig situation då partiledaren Harry Jansson inte blev invald.

## Valrörelsen
Inför lagtingsvalet 2011 var Liberalerna på Åland största parti. Partiet försökte i ett tidigt skede lyfta fram frågan om en reform av Ålands kommuner. Den pågående Sottungakrisen framfördes som intäkt för att en del Ålandskommuner är så små att de inte klarar av servicen till sina invånare, särskilt inte de äldre. Men då Åländsk Center inte vill diskutera kommunsammanslagningar kom valrörelsen att sakna tydliga politiska linjefrågor .
Ålands socialdemokrater satsade i sin kampanj på att driva traditionella välfärdsfrågor med bland annat ett förslag om en tandvårdsreform. Den fristående politiska ungdomsorganisationen Röd ungdom gav sitt stöd till Ålands socialdemokraters Igge Holmberg.
För första gången blandade Ålands Näringsliv sig i valrörelsen.

## Valresultat
I Ålands lagting förlorade Liberalerna på Åland 4 mandat och därmed även positionen som största parti. Åländsk Center tappade ett mandat men blev trots det största parti. Partiet hamnade dock efter valet i en ovanlig situation då partiledaren Harry Jansson inte blev invald.
Den 22 november 2011 utsågs Camilla Gunell till lantråd och regeringsbildare. Ålands landskapsregering blev en koalitionsregering med ministrar från Ålands socialdemokrater, Åländsk Center, Moderaterna på Åland och Obunden samling.